# 淡水街
淡水街為台灣日治時期1920年至1945年間存在之行政區，轄屬台北州淡水郡。今新北市淡水區。英國領事館亦設於此。

## 沿革
淡水街在清治時期及日治時期初期屬芝蘭三堡。1895年6月，設立臺北縣滬尾支廳。1896年3月，臺灣總督府廢除軍政，並改設臺北縣淡水支廳，同年10月設置芝蘭三堡辨務署。1897年5月，淡水支廳被裁撤，改設淡水辨務署；同年9月，設置各街庄社長，以輔助地方的行政事務。1901年11月11日，淡水辨務署廢止，改設臺北廳滬尾支廳。1904年4月1日，臺北廳實施街庄整併，將滬尾地區整併為以下23個街庄：滬尾街、小八里坌、仔內、竿蓁林、沙崙、油車口、大埔、北投仔、三空泉、樹林口、小坪頂、興福藔、水梘頭、中田藔、頂圭柔山、蕃薯藔、草埔尾、林仔街、下圭柔山、興化店、灰磘仔、大屯、水碓仔。
1909年12月，滬尾支廳改稱淡水支廳，並將淡水分為淡水、興化店、水梘頭區。1920年10月1日，原堡里之行政區廢除，街庄改為大字；而「滬尾」改稱「淡水」、「林仔街」改稱「林子」，並將上述23街庄合併為臺北州淡水郡「淡水街」，街轄域內分為淡水、小八里坌子、庄子內、竿蓁林、沙崙子、油車口、大庄埔、北投子、三空泉、樹林口、小坪頂、興福寮、水梘頭、中田寮、頂圭柔山、下圭柔山、蕃薯寮、草埔尾、林子、興化店、灰磘子、大屯、水碓子23個大字。
1944年的淡水街轄域內分為淡水、竿蓁林、油車口、大庄埔、北投子、三空泉、小坪頂、興福寮、水梘頭、中田寮、頂圭柔山、下圭柔山、蕃薯寮、草埔尾、林子、興化店、灰磘子、大屯、水碓子19個大字。
- 淡水大字下有「烽火」、「龍目井」、「砲臺埔」、「新店」、「福興」、「公館口」、「三層厝」、「協興」、「元吉」、「九坎」、「永吉」、「東興」、「暗街子」、「草厝尾」、「米市」、「新厝」、「后街子」、「庄子內」、「布埔頭」小字名
- 油車口大字下有「油車口」、「沙崙子」、「中崙子」小字名
- 水碓子大字下有「水碓子」、「林子」、「北投子」小字名
- 竿蓁林大字下有「竿蓁林」、「小八里坌子」、「小坪頂」、「三究泉」、「內竿蓁林」、「外竿蓁林」、「內八里坌子」、「樹梅坑」、「關頭埔頂」、「土地公鼻」、「竹圍子」、「高厝坑」、「外北勢」小字名
- 水梘頭大字下有「樹林口」、「鄒厝崙」、「社厝坑」、「山子邊」、「破布子脚」、「埔子頂」、「白石脚」、「南勢埔」、「瓦磘坑」、「山子頂」、「大溪」、「楓樹湖」、「百六戞」小字名
- 中田寮大字下有「泉州厝」、「口湖子」、「桂花樹」、「演戯埔脚」、「大竹圍」、「水尾子」、「破厝子」、「後寮」、「大埤頭」、「竹圍子」小字名
- 興化店大字下有「店子後」、「頂田寮」、「東路脚」、「下田寮」、「前州子」、「牛埔子」、「大牛稠」小字名
- 草埔尾大字下有「小中寮」、「三角埔」、「崙頂」、「南平」、「北勢子」小字名
- 大屯大字下有「溪口」、「六塊厝」、「石頭厝」、「番社前」、「桂竹圍」小字名
- 灰磘子大字下有「番子田」、「石頭埔」、「新埔子」、「後洲子」、「田心子」、「八里堆」、「公埔子」小字名[3]

## 行政區劃
| 1920~1945 | 1920~1945  | 1904~1920    | 1904~1920 | 1904年前     |
| 街庄      | 大字       | 街庄         | 土名 | 街庄         |
| --------- | ---------- | ------------ | --- | ------------ |
| 淡水街    | 淡水       | 滬尾街       | 元吉街、協興街、九崁街、永吉街、暗街仔街、米市街、新厝街、後街仔街、布埔頭街、草厝尾街、東興街、公館口街、新店街、三層厝街、福興街、烽火街、龍目井街、砲臺埔、庄仔內 | 滬尾街       |
| 淡水街    | 小八里坌子 | 小八里坌仔庄 | 土地公鼻、關渡埔頂、內小八里坌仔、樹梅坑、竹圍仔、高厝坑、外北勢 | 小八里坌仔庄 |
| 淡水街    | 子內       | 仔內庄       | - | 仔內庄       |
| 淡水街    | 竿蓁林     | 竿蓁林庄     | 內竿蓁林、外竿蓁林、庄仔內 | 竿蓁林庄     |
| 淡水街    | 沙崙子     | 沙崙庄       | - | 沙崙庄       |
| 淡水街    | 油車口     | 油車口庄     | 油車口、中崙仔 | 油車口庄     |
| 淡水街    | 大埔       | 大埔庄       | - | 大埔庄       |
| 淡水街    | 北投子     | 北投仔庄     | - | 北投仔庄     |
| 淡水街    | 三空泉     | 三空泉庄     | - | 三空泉庄     |
| 淡水街    | 樹林口     | 樹林口庄     | 樹林口、糞箕湖、樟老藔坪 | 樹林口庄     |
| 淡水街    | 小坪頂     | 小坪頂庄     | - | 小坪頂庄     |
| 淡水街    | 興福寮     | 興福藔庄     | - | 興福藔庄     |
| 淡水街    | 水梘頭     | 水梘頭庄     | 山仔邊、南勢埔、白石腳、瓦磘坑、鄒厝崙、社厝坑、大溪、破布仔腳、山仔頂、楓樹湖、埔仔頂、百六戛                                                                       | 水梘頭庄     |
| 淡水街    | 中田寮     | 中田藔庄     | 水尾仔、口湖仔、泉州厝、大竹圍、演戲埔腳、竹圍仔、破尾厝坑、桂花樹、大埤頭、後藔                                                                                     | 中田藔庄     |
| 淡水街    | 頂圭柔山   | 頂圭柔山庄   | 相公山、椿仔林、中洲仔、後坑仔、三塊厝、水汴頭、番仔厝 | 頂圭柔山庄   |
| 淡水街    | 下圭柔山   | 下圭柔山庄   | - | 下圭柔山庄   |
| 淡水街    | 蕃薯寮     | 蕃薯藔庄     | 水碓、安仔內、小坑頭、雲廣坑頭 | 蕃薯藔庄     |
| 淡水街    | 草埔尾     | 草埔尾庄     | 北勢仔、小中藔、三角埔頂、崙頂、南平 | 草埔尾庄     |
| 淡水街    | 林子       | 林仔街庄     | - | 林仔街庄     |
| 淡水街    | 興化店     | 興化店庄     | 大牛稠、店仔後、頂田藔、車路腳、下田藔、牛埔仔、前洲仔 | 興化店庄     |
| 淡水街    | 灰磘子     | 灰磘仔庄     | 田心仔、番仔田、石頭埔、新埔仔、公埔仔、八里堆、後洲仔 | 灰磘仔庄     |
| 淡水街    | 大屯       | 大屯庄       | 番社前、桂竹圍、石頭厝、樹鼻仔、六塊厝、溪口 | 大屯庄       |
| 淡水街    | 水碓子     | 水碓仔庄     | - | 水碓仔庄     |

## 街長
- 洪以南：1920年至1924年
- 吳輔卿：1925年
- 雷俊臣：1926年至1929年
- 多田榮吉：1930年至1933年
- 武田駒吉：1933年至1934年
- 鳥井勝治：1934年至1937年
- 中原薰：1938年至1940年
- 小副川猛：1941年至1945年

## 交通
- 台北─淡水道：台北州廳至淡水稅關前
- 淡水─金山道：淡水車站至金山警察分室前[1]
- 鐵路淡水線：淡水車站、竹圍車站
- 淡水水上機場
- 淡水港

## 學校
- 淡水尋常高等小學校滬尾小學校禮堂
- 淡水公學校（今淡水國小）
- 淡水女子公學校（今文化國小）
- 水梘頭公學校（今水源國小）
- 小坪頂公學校（今坪頂國小）
- 興化店公學校（今興仁國小）
- 私立淡水中學校（今淡江高中）

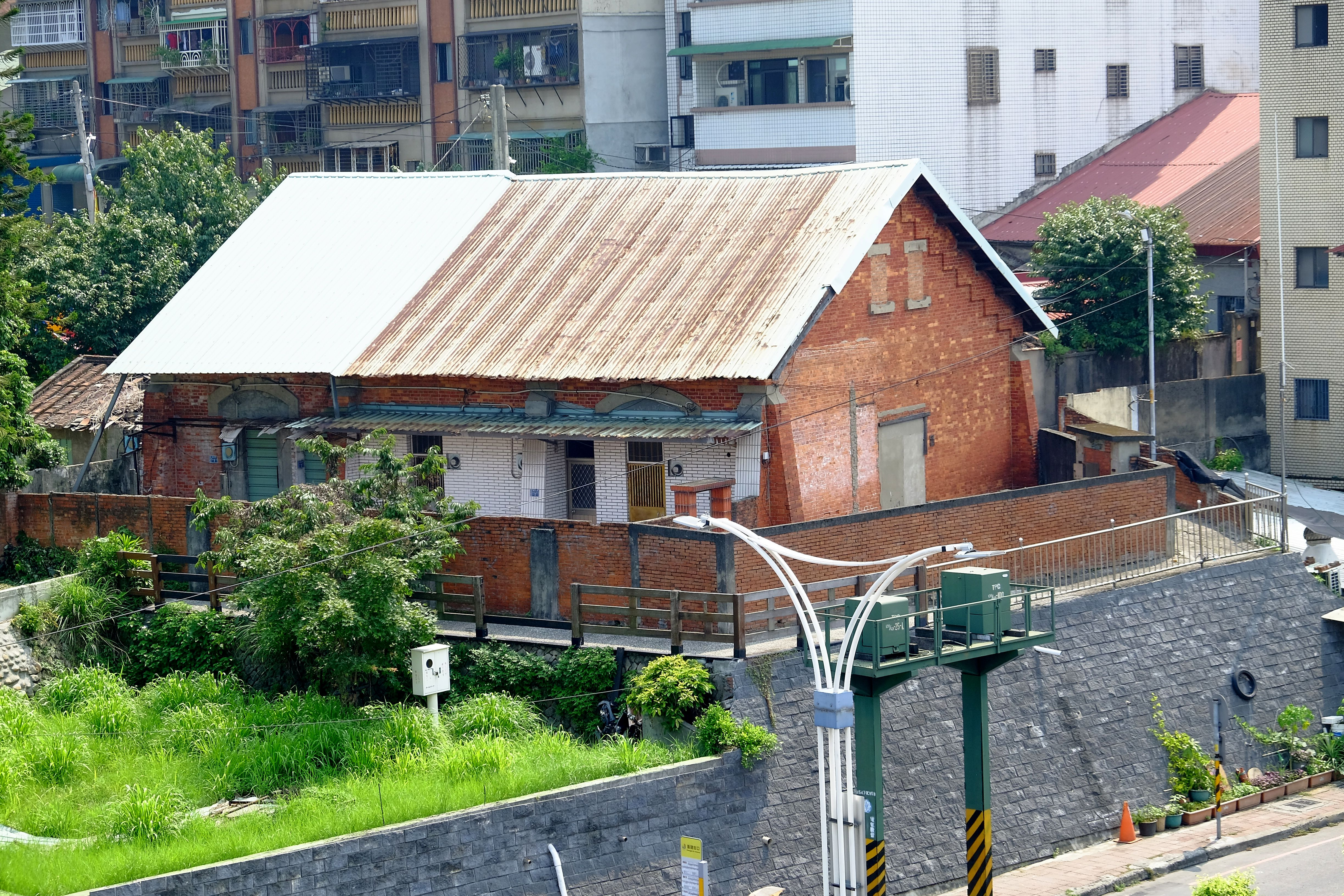
滬尾小學校禮堂

- 私立淡水高等女學校→私立淡水女學院（戰後為純德女中，1958年併入淡江高中）

## 設施

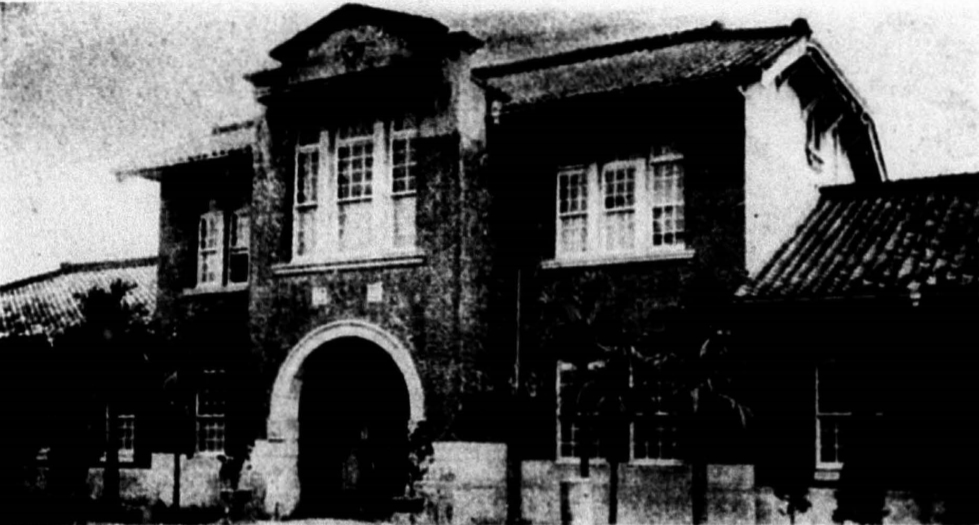
淡水郡役所

- 淡水郡役所淡水郡役所
- 淡水街役場
- 淡水郵便局
- 淡水無線受信所
- 基隆稅關淡水支署
- 獸疫血清製造所（今農委會家畜衛生試驗所）
- 台北州港務部淡水支部
- 台北地方法院淡水出張所
- 電信、電話試驗官駐在所
- 淡水氣候觀測所
- 淡水氣候觀測所淡水公會堂（1928年1月設立）

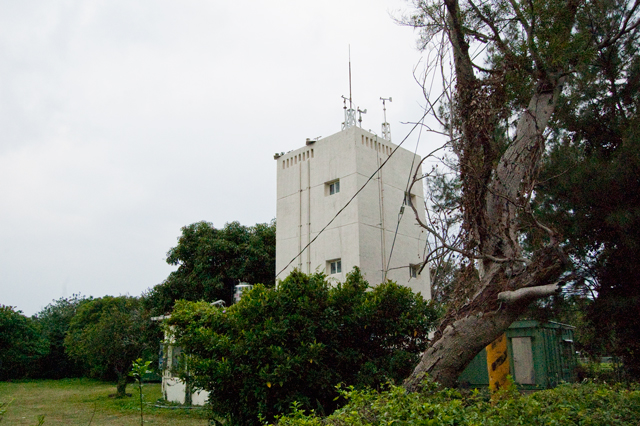
淡水氣候觀測所

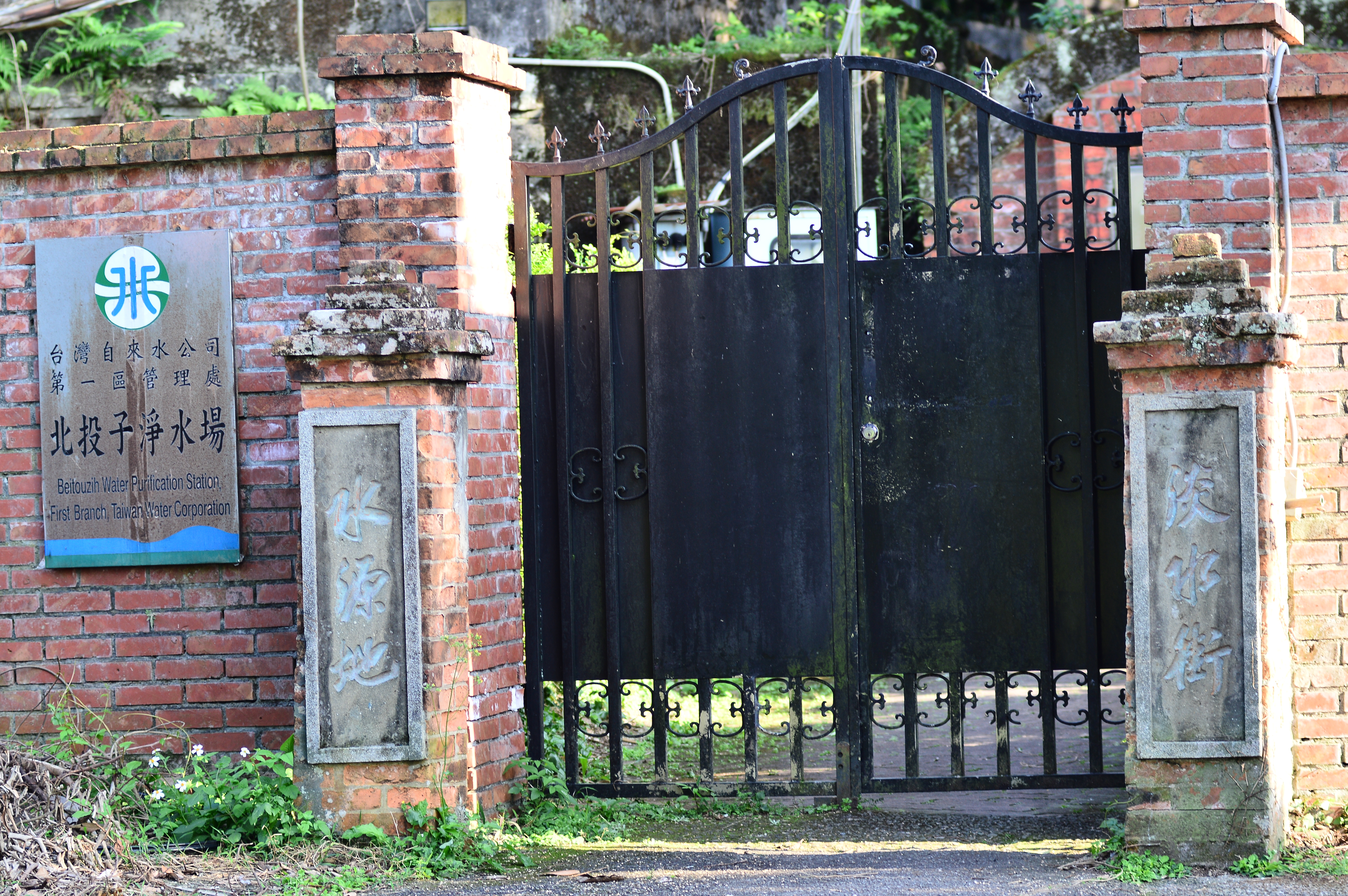
滬尾水道水源地入口

- 淡水水道（1899年3月完工）滬尾水道水源地入口
- 淡水消費市場
- 淡水海水浴場
- 淡水高爾夫球場
- 臺灣銀行淡水支店
- 淡水信用組合
- 淡江信用組合
- 淡水建築購買販賣利用組合[1]